# Еміл Нурієв
Еміл Нурієв (азерб. Emil Allahverdi oğlu Nuriyev; нар. 3 вересня 1992, Азербайджан) — Почесний консул Республіки Молдова в місті Суми (Україна).

## Освіта
2010—2015 рр. — бакалавр Харківського національного університету будівництва та архітектури. Навчався на факультеті архітектури.
2013—2018 рр. — бакалавр юридичного факультету при Міжнародній академії управління персоналом.
2018—2019 рр. — магістр факультету публічного управління в Харківському регіональному інституті державного управління Національної академії державного управління при Президентові України.
2020—2024 рр. — аспірант Харківського національного університету імені В. М. Каразіна.

## Попередні посади
2016—2018 рр. — співробітник Національної поліції України.
2018—2021 рр. — радник з міжнародних відносин заступника директора Харківського регіонального інституту державного управління Національної академії державного управління при Президентові України.
2019—2021 рр. — головний спеціаліст відділу підвищення кваліфікації Харківського регіонального інституту державного управління Національної академії державного управління при Президентові України.
2020—2022 рр. — керівник Українсько-Турецького академічного центру Харківського національного університету ім. В. М. Каразіна.
З 2021 року — директор ТОВ «РЕЙН-А» — Україна.
З 2024 року — керівник благодійного фонду «Разом рух»

## Нагороди
3 грудня 2024 року - нагороджений медаллю "За зміцнення кордонів" від Державної прикордонної служби України